# Hydrophis melanosoma
Hydrophis melanosoma är en ormart som beskrevs av Günther 1864. Hydrophis melanosoma ingår i släktet Hydrophis och familjen giftsnokar och underfamiljen havsormar. Inga underarter finns listade i Catalogue of Life.
Denna orm förekommer i havet nära kusterna vid södra Malackahalvön, östra Sumatra, norra Borneo och Halmahera. Kanske har den en större utbredning. Arten besöker ibland angränsande floder. Den har främst ålar som föda. Honor lägger inga ägg utan föder levande ungar. Ormen bett är giftigt.
Det är inget känt om möjliga hot. IUCN kategoriserar arten globalt som otillräckligt studerad.